# علی‌آباد (خاوه جنوبی، غرب)
علی‌آباد روستایی در ایران است که در دهستان خاوه جنوبی شهرستان دلفان واقع شده‌است. علی‌آباد ۱۰۲ نفر جمعیت دارد.